# Касан (Аљаска)
Касан (енгл. Kasaan) град је у америчкој савезној држави Аљаска.

## Демографија
По попису из 2010. године број становника је 49, што је 0 (0,0%) становника више него 2000. године.
| Група             | 2000.      | 2010.      |
| Белци             | 19 (48,7%) | 26 (53,1%) |
| Афроамериканци    | 0 (0,0%)   | 0 (0,0%)   |
| Азијати           | 0 (0,0%)   | 1 (2,0%)   |
| Хиспаноамериканци | 1 (2,6%)   | 0 (0,0%)   |
| Укупно            | 39         | 49         |